# Daniel Ings

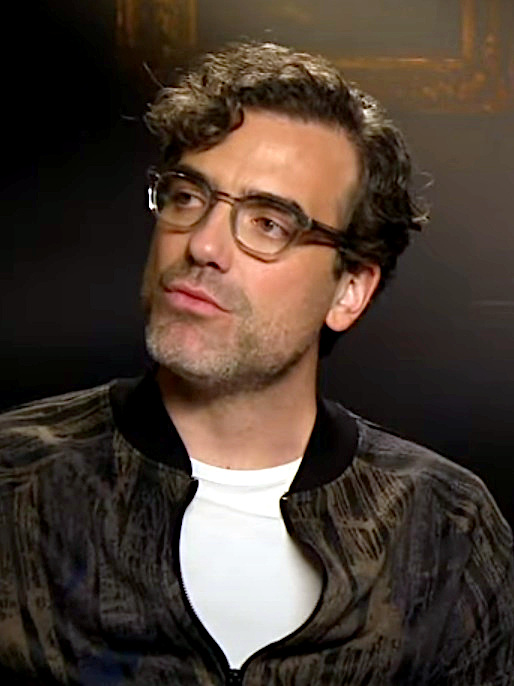
Daniel Ings (2024)

Daniel Ings (* 30. November 1985) ist ein britischer Schauspieler. Er ist bekannt für die Rolle des Luke Curran in der komödiantischen Channel 4/Netflix-Serie Lovesick.
Zunächst besuchte er die Dauntsey's School in Wiltshire, nach seinem Abschluss ging er auf die Lancaster University, wo er Theaterwissenschaften studierte und das Studium im Jahr 2008 abschloss. Später übte er sich im Schauspiel an der Bristol Old Vic Theatre School und dem britischen National Youth Theatre und trat in einigen TV-Serien, Theaterstücken und Kinofilmen in Erscheinung. Ings ist verheiratet und Vater von zwei Söhnen.

## Filmografie
- 2010: The Third One This Week
- 2010: Audiobook
- 2010: Funny Money
- 2011: The Last Temptation of William Shaw
- 2011: Fluch der Karibik: Fremde Gezeiten (Pirates of the Caribbean: On Stranger Tides)
- 2011: After Before Sunrise
- 2014–2018 Lovesick (Fernsehserie, 22 Episoden)
- 2016: Eddie the Eagle
- 2016: Agatha Raisin (Fernsehserie, 1 Episode)
- 2016: Vera – Ein ganz spezieller Fall (Vera, Fernsehserie, 1 Episode)
- 2016–2017: The Crown (Fernsehserie, 9 Episoden)
- 2018–2019: Instinct
- 2019: Sex Education (Fernsehserie, 2 Episoden)
- 2019: Black Mirror (Fernsehserie, 1 Episode)
- 2020: The English Game
- 2022: Agatha Christie: Ein Schritt ins Leere (Why Didn’t They Ask Evans?, Miniserie)
- 2023: Das Gold (The Gold, Fernsehserie, 5 Episoden)
- 2023: The Winter King (Fernsehserie, 6 Episoden)
- 2023: The Marvels
- 2024: The Gentlemen (Fernsehserie)

## Theater
- The Master and Margarita (Lyric Hammersmith, 2004)
- White Boy (Soho Theatre, 2007)
- Tory Boyz (Soho Theatre, 2008)
- I See Myself As a Bit of an Indiana Jones Figure (Old Red Lion, 2010)
- Frankenstein (National Theatre, 2011) als Victor/Servant 1
- Howl's Moving Castle (Southwark Playhouse, 2011) als Howl[6]
- One Man, Two Guvnors (Theatre Royal Haymarket, ab dem 2. März 2012) als Alan Dangle[7]